# MF10 -10th ANNIVERSARY BEST-
『MF10 -10th ANNIVERSARY BEST-』は、m-floの3枚目のベスト・アルバム。2009年10月7日にrhythm zoneよりリリースされた。

## 概要
前作より1年8ヶ月ぶりとなるベストアルバム。
前月に発売されたトリビュートアルバム『m-flo TRIBUTE 〜maison de m-flo〜』に続く、m-floデビュー10周年を記念アルバム第2弾。
新曲「SOUND BOY THRILLER feeeeeeeeeeat. LISA」を除いた収録曲はファン投票およびメンバーセレクトによって決められた。
アルバム発売日にTOKYO FMにて「m-flo 10周年記念ワンデイスペシャル!」として各ラジオにゲストボーカルが参加した。

## チャート成績
2009年10月19日付のオリコン週間シングルランキングでは初動3万1千枚を売り上げ、週間5位にランクインした。

## 収録曲
DISC1「TRIPOD DISC」
1. SOUND BOY THRILLER feeeeeeeeeeat.LISA
元メンバー（当時）LISAを迎えた新曲。10周年をにちなんで「e」の数が10個になっている[4]。シルク・ドゥ・ソレイユ「ダイハツ コルテオ」東京追加公演イメージソング[5]
2. Mirrorball Satellite 2012
メジャー2ndシングル
3. flo jack
メジャーデビューシングル
4. How You Like Me Now?
メジャー8thシングル
5. been so long
メジャーデビューシングル
6. The Way We Were
インディーズアナログシングル
7. Yours only,
メジャー13thシングル
8. Hands
メジャー5thシングル
9. One Sugar Dream
メジャー7thシングルc/w
10. prism
メジャー11thシングル
11. orbit-3
メジャー10thシングル
12. Come Back To Me
メジャー6thシングル
13. L.O.T. (Love Or Truth)
メジャー3rdシングル
14. come again
メジャー9thシングル

DISC2「LOVES DISC」
1. Lotta Love / loves MINMI
アルバム『COSMICOLOR』収録曲
2. miss you / loves melody.&山本領平
メジャー15thシングル
3. Luvotomy / loves 安室奈美恵
アルバム『COSMICOLOR』収録曲
4. the Love Bug / loves BoA
メジャー16thシングル
5. Love Song / loves BONNIE PINK
メジャー21stシングル
6. DOPEMAN? / loves Emyli&Diggy-MO'
メジャー18thシングルアルバムバージョン
7. STARSTRUCK～“The Return of the LuvBytes” / loves AI&日之内絵美&Rum(Heartsdales)
アルバム『ASTROMANTIC』収録曲
8. Summer Time Love / loves 日之内エミ&Ryohei
メジャー20thシングル
9. ONE DAY / loves 加藤ミリヤ
アルバム『BEAT SPACE NINE』収録曲
10. let go / loves YOSHIKA
メジャー17thシングル
11. A.D.D.P. / loves MONDAY満ちる
アルバム『BEAT SPACE NINE』収録曲
12. HEY! / loves Akiko Wada
メジャー19thシングル
13. Cosmic Night Run / loves 野宮真貴&CRAZY KEN BAND
アルバム『ASTROMANTIC』収録曲
14. REEEWIND! / loves Crystal Kay
メジャー14thシングル

DVD
- m-flo Biographical MIX DVD -mixed by ENLIGHTENMENT-